# ヴォロネジ川の戦い
ヴォロネジ川の戦い（ヴォロネジがわのたたかい）は、バトゥ、スブタイを長としたモンゴル帝国軍のルーシ侵攻の過程において、モンゴル帝国とルーシ諸公国との間で行われた最初の戦闘である。戦闘は1237年冬のヴォロネジ川河畔において行われ、ルーシ諸公国の東端に位置するリャザン公国軍がモンゴル帝国軍を迎撃したが、モンゴル帝国軍の勝利に終わった。ただし研究者の中では、これを架空の戦いとみなす説も論じられている。

## 前史
ユーラシア大陸の西方に向けて遠征を開始したモンゴル帝国軍は、ルーシの東方に位置するヴォルガ・ブルガールの首都のブルガールを破壊し、また遊牧民ポロヴェツ族軍を撃破して、リャザン公国の領域範囲に接するディキー平原（未開の、荒野の平原の意）に現れた。
1237年秋、モンゴル帝国軍総司令官バトゥは、リャザン大公ユーリー・イゴレヴィチ（以下リャザン大公ユーリー）に対し朝貢を要求する使者を送った。使者はまたウラジーミル大公ユーリー・フセヴォロドヴィチ（以下ウラジーミル大公ユーリー）の統治するウラジーミルを通過したのち、バトゥの元へ戻った。なお『ガーリチ・ヴォルィーニ年代記』によれば、プロンスク公ミハイルの子によっても、ウラジーミルにはモンゴル帝国軍侵入の報がもたらされていたとされる。いずれにせよ、モンゴル帝国に対し、ウラジーミル大公ユーリーは、自身の子フセフォロド(ru)に軍を与えてこれに備えさえた。またリャザン公ユーリーは、チェルニゴフ公ミハイルに援助を求めた。一説によれば、このときチェルニゴフへの使者となったのはエフパーチー・コロヴラート(ru)（後にリャザン攻防戦で戦死し、ボガトィリ(ru)（ロシアの民謡上の英雄）として語られることになる人物）であったとされる。

## 戦闘
ヴォロネジ川での戦いに関しては、『バトゥのリャザン襲撃の物語』に記述があるが、この史料中のリャザンの諸公の名前・父称は、研究者によって推測される当時の諸公の名とは一致しない部分がある（なお人物名の誤記から、『バトゥのリャザン襲撃の物語』の成立は合戦自体から数十年後であると推測されている）。研究者による説では、ヴォロネジ川における戦闘の実際の指揮者は、リャザン大公ユーリーの甥オレグ、ムーロム公ユーリー、ムーロム公国の分領公オレグであるとみなされている。
『バトゥのリャザン襲撃の物語』においては、リャザン大公ユーリーは自身の子のフョードルらを長とする使節団をヴォロネジ川にいたバトゥの元へ送ったが、使節団は皆殺しにされた。フョードル・アポニツのみが唯一生きながらえ、使節団の最後をリャザンへ伝えたところ、ユーリーの子のフョードルの妻エヴプラクシヤは幼子のイヴァンを抱いて、城壁から身を投げ自害したと述べられている。その後、ヴォロネジ川河畔において戦闘となった。ヴォロネジ川での戦闘では、リャザン公国軍の一部がモンゴル帝国軍を打破したことも記されているが、総括的にはモンゴル帝国軍の前に敗れ去った。

## その後
戦闘の後、モンゴル軍はリャザン公国の首都のリャザンを囲み、これを陥落させた。リャザン大公ユーリー、その甥のオレグらは捕縛された。リャザンを陥したモンゴル軍はさらにコロムナへと軍を進めた(ru)。